# Dillinger è morto
Dillinger è morto är en italiensk dramafilm från 1969 i regi av Marco Ferreri.

## Rollista i urval
- Michel Piccoli - Glauco
- Anita Pallenberg - Anita
- Gino Lavagetto - kollegan
- Annie Girardot - Sabina